# Semana de Moda de Londres

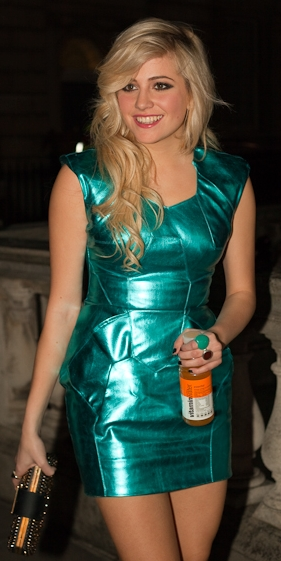
A cantora inglesa Pixie Lott no evento.

A Semana de Moda de Londres (em inglês: London Fashion Week) é um dos mais importantes eventos de moda do mundo que ocorre duas vezes anualmente.

## Conquistas
Essa Semana de Moda acontece em Londres, Inglaterra, duas vezes por ano, em fevereiro e setembro. Organizado pelo Conselho Britânico de Moda (BFC) para a London Development Agency com a ajuda do Departamento de Negócios, Inovação e Habilidades, obtendo o primeiro lugar em 1984 e, atualmente, é, juntamente com Nova York, Paris e Milão como um dos "Big Four" (Quatro maiores) semanas de moda do mundo.
Apresenta-se aos financiadores como um evento de comércio, que também atrai a atenção da imprensa e gera benefícios consideráveis aos contribuintes. Afirma que é frequentado por mais de 5 000 pessoas, entre imprensa e compradores, e estimou ordens de £40 milhões ou  £ 100 milhões.
O local atual para a maioria dos eventos agendados, é Somerset House, onde uma grande tenda no pátio central abriga uma série de desfiles de estilistas e casas de moda, enquanto uma exposição, alojada no interior Somerset House, mostra mais de 150 designers. No entanto, muitos eventos "fora do horário", tais como On|Off e Vauxhall Fashion Scout, são organizados por outros grupos de público-financiados e acontecem em outros locais do centro de Londres.